# Jamais domptés (album, 1981)
Cet article concerne l'album de 1981. Pour le coffret de 2000, voir Jamais domptés (album, 2000).
Albums de  Bijou
En public
(1980) Bijou Bop
(1981)
Jamais domptés est le quatrième album du groupe Bijou.

## Titres
1. Rock à la radio (Yan/Thoury)
2. Fais attention (Philippe Dauga/Thoury)
3. P. 38 (Yan/Thoury)
4. Rien qu'un doute (Palmer/Thoury)
5. Tombé de haut (Palmer/Thoury)
6. Johnny (Philippe Dauga)
7. Tout recommencer (Palmer/Thoury)
8. Pas comme vous (Philippe Dauga/Thoury)
9. C'est la panique (Palmer/Thoury)
10. Ne crois pas (Philippe Dauga/Thoury)
11. Tout, tu étais tout (Yan/Thoury)
12. Hé, vous là (Palmer/Thoury)
13. Je hais les mecs comme toi (Yan/Palmer/Thoury)